# ジェーン・エリザベス・レズリー (第12代ロシズ女伯爵)
第12代ロシズ女伯爵ジェーン・エリザベス・レズリー（英語: Jane Elizabeth Leslie, 12th Countess of Rothes、1750年5月5日 – 1810年6月2日）は、スコットランド貴族。

## 生涯
第10代ロシズ伯爵ジョン・レズリーと1人目の妻ハンナ（Hannah、旧姓ハワード、1761年4月26日没、マシュー・ハワードの娘）の娘として、1750年5月5日に生まれた。
1766年1月2日、ロンドンでジョージ・レイモンド・エヴリン（George Raymond Evelyn、1770年12月23日没、ウィリアム・エヴリンの三男）と結婚、3男をもうけたが、うち2男が夭折した。
- ジョージ・ウィリアム（1768年3月28日 – 1817年2月11日） - 第13代ロシズ伯爵[1]

1772年10月30日、ブライトンで医者の初代準男爵サー・ルーカス・ペピス（1742年ごろ – 1830年6月17日）と再婚、2男1女をもうけた。
- チャールズ（1774年9月28日 – 1833年2月4日） - 第2代準男爵、生涯未婚[3]
- ハリエット・レズリー（1777年6月1日 – 1839年12月16日） - 1804年11月29日、第10代デヴォン伯爵ウィリアム・コートネイと結婚、子供あり[4]
- ヘンリー（1783年9月21日 – 1849年7月8日） - 第3代準男爵。1816年2月15日、エリザベス・ジェーン・オークス（Elizabeth Jane Oakes、1816年12月12日没、ジェームズ・レイ・オークスの娘）と結婚、子供なし[3]

1773年6月18日に兄ジョンが死去すると、ロシズ伯爵位を継承した。これに対し、叔父アンドルー（1712年8月4日 – 1776年8月27日 ハディントン）が男子相続人（heirs male）として異議を唱えたが、スコットランド民事控訴院はジェーン・エリザベスによる相続を認める判決を下し、グレートブリテン貴族院も1774年5月10日に同様の決定を下した。1775年6月27日、兄の遺産継承者として正式に認定された。
1810年6月2日にメイフェアのアッパー・ブルック・ストリートにある夫の邸宅で死去、息子ジョージ・ウィリアムが爵位を継承した。